# Antonio Elías Vidal Figueroa
Antonio Elías Vidal Figueroa (Esquipulas, Chiquimula, 13 de julio de 1923 - Ciudad de Guatemala, 10 de enero de 2000) fue un director, compositor y arreglista musical guatemalteco. En 1974 recibió la Orden Francisco Marroquín por su labor docente en varios institutos de enseñanza media y en el Conservatorio Nacional de Música; en 1990, la Facultad de Humanidades de la Universidad de San Carlos le otorgó el grado de Emeritissimum.

## Reseña biográfica
En 1937, Vidal Figueroa obtuvo una beca para estudiar en el Conservatorio Nacional de Música.  Posteriormente, fue catedrático de música en la Escuela Normal Central para Varones, en el Instituto Normal Central para Señoritas Belén, en el Instituto Normal Centro América -INCA- y en el Colegio Americano de Guatemala, organizando y dirigiendo en todos ellos grupos corales.  
Y del Instituto Austrico Guatemalteco an los años 1971 al 1973. 
Fue fundador del Coro Guatemala, de Cancionero Nacional, y del Coro Internormal; asimismo, fue director del Conservatorio Nacional de Música y supervisor de Educación Estética y miembro del Consejo Técnico de Educación Nacional de Guatemala.
Pasó sus últimos años dedicado a la docencia musical de niños.

## Obras
| Tipo               | Títulos |
| ------------------ | --- |
| Originales         | - Arrullo - Atitlán - Canción de mascotas - Chancaca de Amatitlán - Chapincito - Dios es amor - Himno del Instituto Experimental Enrique Gomez Carrillo - Marcha del optimismo - Leyenda del arco iris - ¿Quién quebró el pito? - Tamborcito de mi Aldea, canción - Tapichín - Un lorito de Verapaz, son infantil tradicional guatemalteco |
| Arreglos musicales | - El Barreño —arreglo coral a cuatro voces — - El Ferrocarril de los Altos, de Domingo Bethancourt - Recuerdos de un amigo, de Belarmino Molina |

## Homenajes
- Medalla de Oro, Misión Universitaria Japonesa: otorgada en 1964.[2]
- Orden Francisco Marroquín: otorgada en 1974 por el gobierno del general Carlos Arana Osorio; en la ceremonia la orden le fue impuesta por el entonces vicepresidente de Guatemala, Eduardo Cáceres Lehnhoff.[1]
- Emeritissimum de la Facultad de Humanidades de la Universidad de San Carlos: conferida en 1990.[2]